# Wersenian disodu
Wersenian disodu, komplekson III – organiczny związek chemiczny, sól disodowa kwasu wersenowego. Ma zdolność tworzenia kompleksów (chelatów) z różnowartościowymi metalami, przy czym niezależnie od wartościowości oznaczanego metalu zawsze wiąże jeden atom. W kompleksometrii stosowany jest częściej niż wolny kwas wersenowy z uwagi na lepszą rozpuszczalność w wodzie. Jako czynnik kompleksujący w analizie jest najważniejszym kompleksonem. Stosowany także jako odczynnik maskujący w analizie jakościowej.